# Abu-Reyhan-e-Birooni-Observatorium

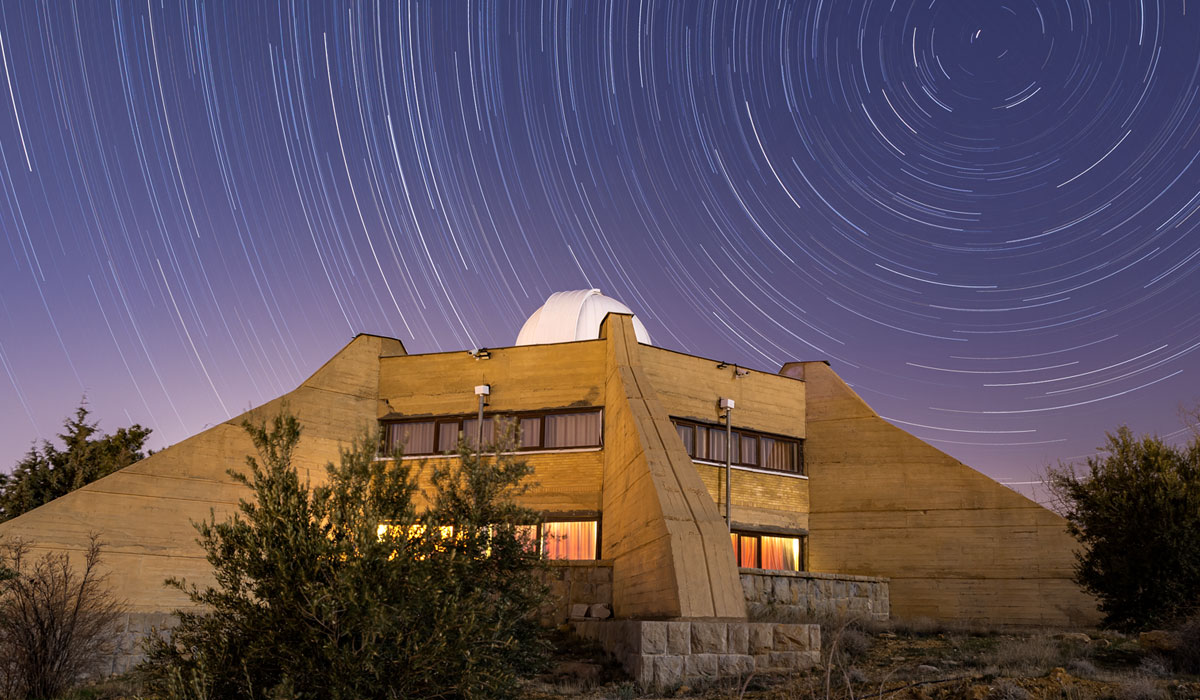
Abu-Reyhan-e-Birooni-Observatorium (2023)

Das Abu-Reyhan-e-Birooni-Observatorium ist die Sternwarte der Universität Schiras im Iran.
Den Vorschlag zum Bau machten Yousef Sobooti und Edward Francis Guinan im Jahr 1969. Mit dem Bau wurde 1973 begonnen. Das Observatorium wurde im März 1977 in Betrieb genommen. Benannt wurde es nach dem Universalgelehrten al-Bīrūnī.
Es ist das größte sich in Betrieb befindende Teleskop im Iran.